# 에스키모 성운
에스키모 성운(Eskimo Nebula, NGC 2392)은 쌍둥이자리에 있는 반지름이 0.5 광년도 채 안되는 행성상 성운이다. 시직경은 48" X 48"이며, 거리는 2,900광년 이상으로 추측되고 있다. 아직 정확한 거리를 알 수 없다. 윌리엄 허셜이 1787년에 발견했다. GC 목록(General Catalog)에는 1532번 천체로 추가되었다. 지름은 40"로 목성과 비슷한 수준이다. 이 성운의 중심성(사진에 보이는 성운 중앙)은 HD 59088이다. 이 별의 겉보기 등급은 +10.5이다. 그리고 이 성운 외부에는 고리 모양을 하고 있는 가스도 확인 할 수 있다. 

## 명칭
명칭에 차별이 있는 것을 알고 국제천문연맹에서는 에스키모 성운이라는 이름을 없앴다.

## 같이 보기
- 신판일반목록